# The Legend of Zelda: Tears of the Kingdom
The Legend of Zelda: Tears of the Kingdom és una seqüela del joc d'acció-aventura del 2017 The Legend of Zelda: Breath of the Wild desenvolupat per Nintendo. La seqüela forma part de la sèrie The Legend of Zelda i es va publicar el 12 de maig de 2023 per a Nintendo Switch.

## Desenvolupament
Es va desenvolupar la seqüela des del 2017 quan s'havia acabat Breath of the Wild, i al Nintendo Direct de l'E3 de 2019 es va publicar el primer tràiler. Nintendo va estrenar un tràiler que mostrava la jugabilitat, la història i anunciava el llançament el 2022. Tot i que el tràiler no presentava cap títol oficial, van sorgir diverses teories sobre la trama del joc.
Segons el portaveu Bill Trinen, Nintendo volia mantenir el títol en secret perquè «aquests subtítols […] comencen a donar petites pistes sobre el que passarà».
 Trinen també va respondre a les comparacions dels fans de la seqüela amb The Legend of Zelda: Majora's Mask, una seqüela directa d'un joc anterior, The Legend of Zelda: Ocarina of Time. Va considerar injustes les comparacions, i va dir que les pròximes revelacions de Nintendo mostraran «on es troba aquest joc per si sol i què el fa tan únic».
Els desenvolupadors, inspirats en idees sobrants del desenvolupament del joc anterior i de les propostes per a paquets de contingut descarregable, incorporaran el món del joc original a una història i elements de joc nous. A la presentació del joc durant l'E3 2021, Eiji Aonuma va declarar que "l'escenari s'ha ampliat per incloure els cels sobre Hyrule", fent algunes comparacions amb l'enfocament de The Legend of Zelda: Skyward Sword.
El 29 de març de 2022, Aonuma va anunciar que el joc s'havia endarrerit fins a la primavera de 2023 amb l'objectiu d'ampliar el temps de desenvolupament.
El 12 de setembre del 2022 es va anunciar el títol The Legend of Zelda: Tears of the Kingdom.